# Mestra

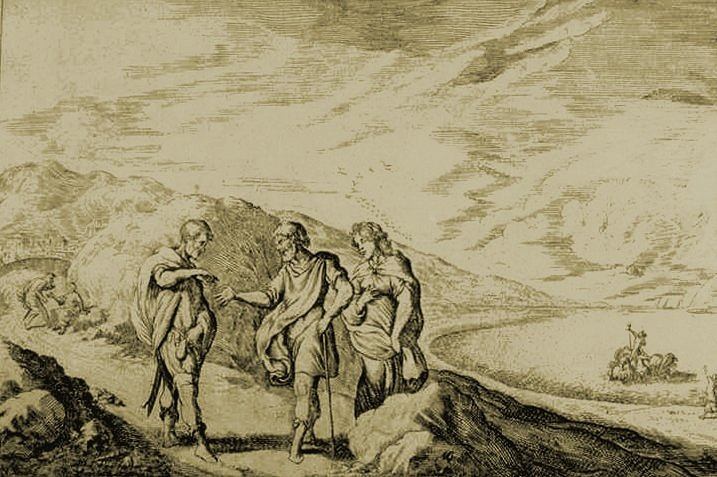
Érysichton vend sa fille Mnestra. Gravure de Bauer pour les Métamorphoses d'Ovide, livre VIII, 823-878.

Mestra ou Mnestra est un personnage de la mythologie grecque. Elle intervient dans la légende de son père Érysichthon telle que la raconte Ovide.
Son père après avoir offensé la déesse Déméter est puni d'un appétit insatiable. Après avoir vendu tous ses biens pour s'acheter de la nourriture, il vendit sa fille, mais celle-ci implore Poséidon de lui éviter l'esclavage. En effet, le dieu lui est dévoué pour lui avoir pris sa virginité. Il la transforme en homme et habillée en pêcheur, elle s’échappe de chez son maître. Son père la vend de nouveau, et à chaque fois elle se transforme (en jument, en vache, en oiseau, en cerf...) et son père peut continuer à acheter de la nourriture.

## Sources
- Ovide, Métamorphoses [détail des éditions] [lire en ligne] (VIII, 739).